# Showdown in the Sun (2012)
O Showdown in the Sun foi um evento produzido pela Ring of Honor (ROH) nos dias 30 e 31 de março de 2012, em um sábado e domingo, respectivamente. Os três campeonatos da empresa estiveram em jogo.
A luta entre Davey Richards e Michael Elgin na segunda noite foi ranqueada por Dave Meltzer como cinco estrelas, a única a receber este feito em 2012.

## Resultados
| No.                                      | Luta | Estipulação                                                    |
| ---------------------------------------- | --- | -------------------------------------------------------------- |
| 1                                        | The Briscoe Brothers (Jay e Mark Briscoe) (c) derrotaram TMDK (Mikey Nicholls e Shane Haste)                             | Luta justa por uma chance pelo ROH World Tag Team Championship |
| 2                                        | Adam Cole derrotou Adam Pearce                                                                                           | Luta simples                                                   |
| 3                                        | The All-Night Express (Rhett Titus e Kenny King) derrotaram The Young Bucks (Matt e Nick Jackson)                        | Luta de duplas tornado                                         |
| 4                                        | Jay Lethal (c) derrotou Kyle O'Reilly                                                                                    | Luta simples pelo ROH World Television Championship            |
| 5                                        | Wrestling's Greatest Tag Team (Charlie Haas e Shelton Benjamin) derrotaram Caprice Coleman e Cedric Alexander            | Luta de duplas                                                 |
| 6                                        | Mike Bennett (c/ Maria Kanellis) derrotou Lance Storm                                                                    | Luta simples                                                   |
| 7                                        | Kevin Steen derrotou El Generico                                                                                         | Luta Last Man Standing                                         |
| 8                                        | Davey Richards (c) derrotou Eddie Edwards e Roderick Strong (with Truth Martini)                                         | Luta tripla com eliminação pelo ROH World Championship         |
| No.                                      | Luta | Estipulação                                                    |
| 1                                        | Jimmy Jacobs derrotou El Generico                                                                                        | Luta simples                                                   |
| 2                                        | Tommaso Ciampa derrotou Cedric Alexander (c/ Caprice Coleman)                                                            | Luta simples                                                   |
| 3                                        | TJ Perkins derrotou Fire Ant                                                                                             | Luta simples                                                   |
| 4                                        | Kyle O'Reilly derrotou Adam Cole                                                                                         | Luta simples                                                   |
| 5                                        | The Young Bucks (Matt e Nick Jackson) derrotaram The All Night Express (Rhett Titus e Kenny King)                        | Luta de rua entre duplas                                       |
| 6                                        | The Briscoe Brothers (Jay e Mark Briscoe) (c) derrotaram Wrestling's Greatest Tag Team (Charlie Haas e Shelton Benjamin) | Luta de duplas pelo ROH World Tag Team Championship            |
| 7                                        | Kevin Steen derrotou Eddie Edwards                                                                                       | Luta simples                                                   |
| 8                                        | Roderick Strong (c/ Truth Martini) derrotou Jay Lethal (c)                                                               | Luta simples pelo ROH World Television Championship            |
| 9                                        | Davey Richards (c) derrotou Michael Elgin                                                                                | Luta simples pelo ROH World Championship                       |
| (c) – refere-se ao campeão antes da luta | |                                                                |